# گونترسلبن-واشمار
گونترسلبن-واشمار (به آلمانی: Günthersleben-Wechmar) یک شهر در آلمان است که در گوتا واقع شده‌است. گونترسلبن-واشمار ۳٬۰۹۴ نفر جمعیت دارد.